# باشگاه فوتبال ولینگ‌بورو ویموث
باشگاه فوتبال ولینگ‌بورو ویموث (به انگلیسی: Wellingborough Whitworth Football Club) یک باشگاه فوتبال در شهر ولینگ‌بورو، کشور انگلستان است که در سال ۱۹۷۳ میلادی تأسیس شده‌است.